# Des nœuds d'acier
Des nœuds d'acier est un roman de Sandrine Collette paru aux Éditions Denoël dans la collection Sueurs froides en 2013. Il a obtenu le grand prix de littérature policière 2013 et le trophées 813 2014 du meilleur roman francophone.

## Résumé
Un homme, Théo, qui vient de sortir de prison séjourne dans une chambre d'hôtes en un lieu isolé et inconnu. Quelque temps après son arrivée, il part pour une randonnée sur un itinéraire conseillé par la propriétaire. Il découvre une maison perdue dans la forêt habitée par deux paysans âgés, des frères qui l'assomment par surprise. Quand il reprend connaissance, il est enfermé et enchaîné dans la cave de la ferme en compagnie d'un autre homme. Les deux frères en font leurs esclaves.

## Éditions
- Paris : Éditions Denoël, coll. « Sueurs froides », 2013, 264 p.  (ISBN 978-2-207-11390-5)
- Paris : le Grand livre du mois, 2013, 264 p.  (ISBN 978-2-286-09602-1)
- Paris : Librairie générale française, coll. « Le Livre de poche Thriller » n° 33253, 2014, 264 p.  (ISBN 978-2-253-17601-5)
- Paris : Librairie générale française, coll. « Le Livre de poche Thriller » n° 33253, nov. 2014, 281 p.  (ISBN 978-2-253-18404-1). Édition collector.

## Prix et distinctions
- Grand prix de littérature policière 2013
- Trophées 813 2014 du meilleur roman francophone